# Pierre Lano
 (juin 2025).
Si vous disposez d'ouvrages ou d'articles de référence ou si vous connaissez des sites web de qualité traitant du thème abordé ici, merci de compléter l'article en donnant les références utiles à sa vérifiabilité et en les liant à la section « Notes et références ».
Pour les articles homonymes, voir Lano (homonymie).
Pierre Lano, né le 23 août 1944 à Waregem et mort le 9 décembre 2009, est un homme politique belge flamand, membre de VLD.

## Biographie
Il est docteur en droit et licencié en notariat; industriel.
Bourgmestre de Harelbeke pendant un certain temps, il siège pour le VLD à la Chambre des représentants.
Le 9 décembre 2009 il se suicide.

## Carrière politique
- Ancien bourgmestre de Harelbeke.
- Ancien conseiller communal de Courtrai.
- député belge :
  - du 21 mai 1995 au 2 mai 2007.

## Distinction
- Chevalier de l’Ordre de Léopold.